# 滑鐵盧 (加利福尼亞州)
滑鐵盧（英語：Waterloo）是位於美國加利福尼亞州聖華金縣的一個人口普查指定地區。

## 地理
滑鐵盧的座標為38°02′24″N 121°10′52″W / 38.04000°N 121.18111°W，而該地最高點為海拔高度19米（即62英尺）。

## 人口
根據2010年美國人口普查的數據，滑鐵盧的面積為14.076平方千米，均為陸地。當地共有人口572人，而人口密度為每平方千米40人。